# 格拉納特山脈
格拉納特山脈是奧地利的山脈，屬於中阿爾卑斯山脈的一部分，橫跨蒂羅爾州和薩爾茨堡州，西南面是維爾格拉滕山脈，最高點海拔高度3,232米。